# Наполеон Жозеф Бонапарт
Наполеон Жозеф Шарль Поль Бонапарт, що носив титули принц Франції, граф Медоєв, граф Монкальєри ad personam, але більш відомий як принц Наполеон (9 вересня 1822, Трієст, Австрійська імперія — 17 березня 1891, Рим, Королівство Італія) — другий син Жерома Бонапарта, короля Вестфалії, та його дружини Катерини Вюртемберзької. Скоро став популярним, граючи на своїх зв'язках із Наполеоном I. Після революції 1848 року у Франції був обраний до Національної Асамблеї як представник Корсики. 

## Біографія
Народився у Трієсті, Австрійська імперія (нині Італія), і відомий як Принц Наполеон або по прізвиську Плон-Плон, був близьким радником свого двоюрідного брата — Наполеона III — і, зокрема, розглядався як провідний захисник французької інтервенції в Італію в інтересах  Камілло Кавура та італійських націоналістів. Будучи антиклерикалом і лібералом, він очолив угруповання при дворі та спробував переконати Імператора проводити антиклерикальну політику на противагу впливу Імператриці Євгенії, побожної католички та прихильниці консервативних поглядів, покровительки тих, хто хотів захистити суверенітет Папи у Римі французькими військами. Імператору доводилося лавірувати між цими впливами протягом усього царювання. 
Коли його двоюрідний брат став президентом у 1848, Жозеф Наполеон був призначений уповноваженим міністром в Іспанію. Пізніше він брав участь дивізіонним генералом у Кримській війні, був губернатором Алжиру та командиром корпусу у французькій Італійській армії у 1859. Його цікаве прізвисько Плон-Плон походить від його вимови імені Наполеон у дитинстві. Прізвисько ж «Craint-Plomb» - «Хто ж боїться керувати» - дане військовими через його відсутність у битві при Сольферіно. 
Політика союзу його двоюрідного брата з Сардинським королівством привела у 1859 до одруження Принца Наполеона на Марії-Клотільді, дочці Віктора-Еммануїла II Сардинського. Їх діти:
- Наполеон Віктор Жером Фредерік Бонапарт (1862 — 1926), голова дому Бонапартів з 1879, одружений із Клементиною Бельгійською;
- Луї Наполеон Жозеф Жером Бонапарт (1864 — 1932), російський генерал, помер неодруженим і без спадкоємців;
- Марія Летиція Бонапарт (1866 — 1926), одружена зі своїм дядьком, королем Іспанії, Амадеєм I.

Після смерті у 1879 Принца Імперії Наполеона Ежена (Наполеона IV) Принц Наполеон став генеалогічно найстаршим членом сімейства Бонапартів. Але заповіт Принца Імперії виключив його зі списку успадкування, призначаючи сина Наполеона Жозефа, Наполеона Віктора Жерома Фредеріка Бонапарта (Наполеона V), новим главою сімейства. Безсумнівно, що на це рішення вплинули ворожі стосунки Наполеона Ежена і його двоюрідного дядька. У підсумку Принц Наполеон сварився зі своїм сином протягом усього свого життя. 
Його онук, син Віктора, Принц Луї Наполеон (Наполеон VI) (Брюссель, 1914 — 1997) був главою династії Бонапартів, і син Луї, принц Наполеон Жозеф Шарль Поль Бонапарт II (Шарль Марі Жером Віктор) (Наполеон VII) (народився у 1950) — нинішній глава сімейства. Шарль Наполеон має сина Жана Крістофа Наполеона (народився у 1986) і брата, Жерома Ксавьє Бонапарта (народився у 1957), не одружений. Від решти братів Наполеона більше не залишилося законних спадкоємців по чоловічій лінії. 
Однак існує значна кількість незаконних спадкоємців самого Наполеона I, нащадків його сина графа Колона-Валевського від графині Марії Валевської. 
Наполеон Жозеф помер у Римі у віці 69 років.

## У художній літературі
Принц Наполеон фігурує в романі Роберта Годдарда «Малюючи темряву». Він згадується в зв'язку з Кримською війною та питаннями успадкування. 